# St. Markus (Rapperzell)

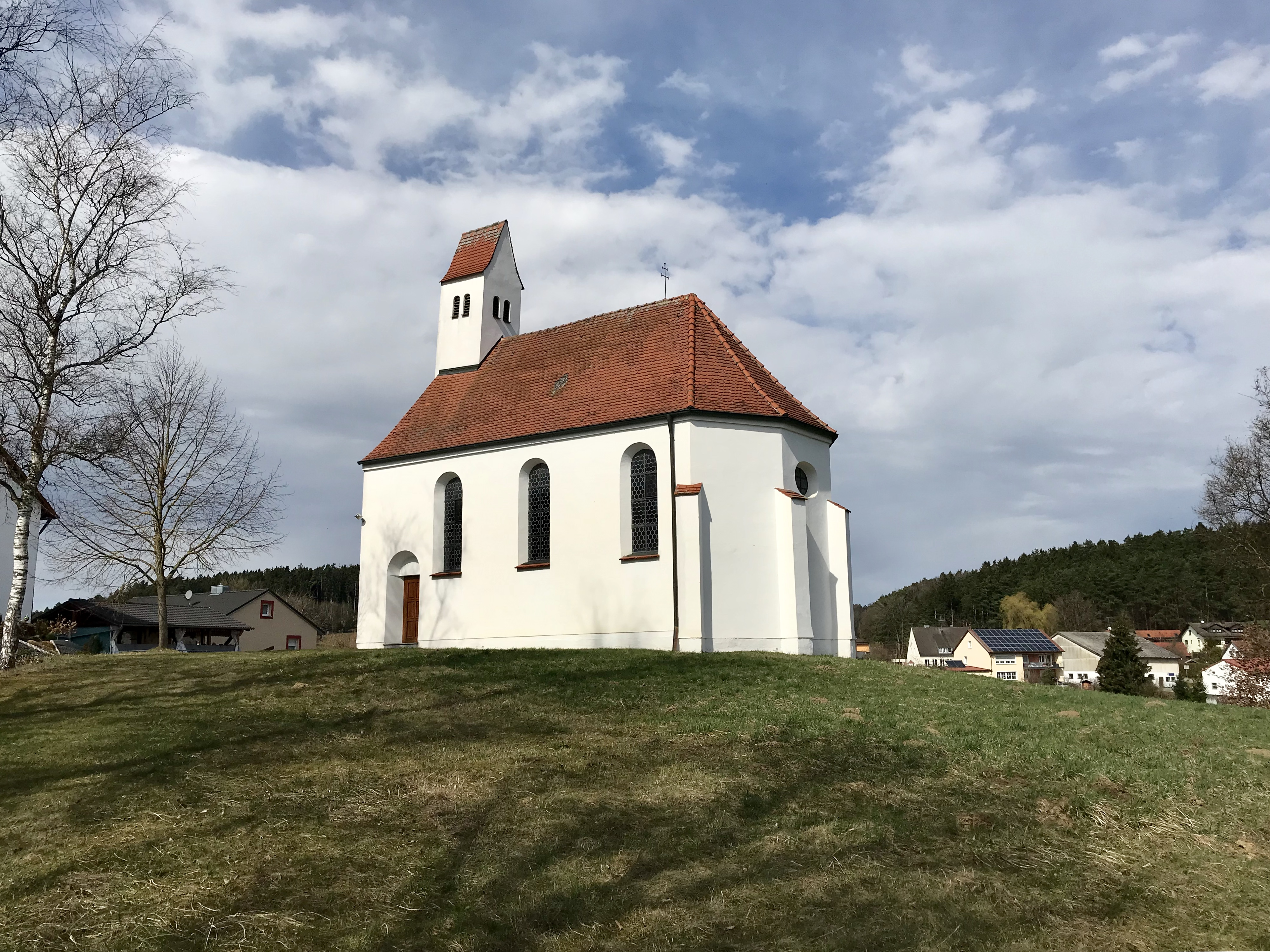
St. Markus in Rapperzell

Die katholische Filialkirche St. Markus ist ein Baudenkmal in Rapperzell bei Schiltbach.
St. Markus ist ein einschiffiger, flachgedeckter Bau mit dreiseitigem Schluss und einem Dachreiter. Die Kirche stammt vermutlich aus dem 15. Jahrhundert. Um 1720/1730 wurde sie verändert, worauf ein Wappen des Blumenthaler Kompturs des Deutschen Ordens Johann Franz Ernst von Weichs an der Westempore hinweist. Der Altar ist um 1720/30 entstanden. Zu der bemerkenswerten Figurenausstattung gehört ein heiliger Markus (auf einem Löwen sitzend um 1480/1490) sowie eine Figur des heiligen Markus auf einem Thron zwischen Löwen (um 1490/1500), eine Figur des heiligen Wendelin aus dem Ende des 15. Jahrhunderts, eine Muttergottes (ebenfalls Ende 15. Jahrhundert), eine Figur des heiligen Nikolaus (um 1500/1510) und eine des heiligen Johann Nepomuk aus dem Jahre 1735. Erstellt wurde letztere von dem Friedberger Bildhauer Johann Caspar Öberl.